# Costa

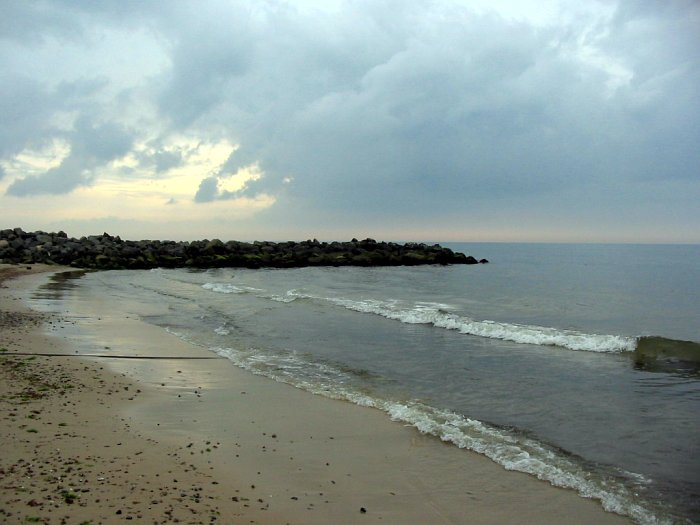
Litorale sul Mare del Nord a Lønstrup in Danimarca

La costa o litorale è la linea di confine tra la terra e l'acqua di un oceano, golfo, mare o grande lago. Per la geografia, il limite inferiore (verso il corpo idrico) è il piede della spiaggia, ovvero il limite tra fondale sabbioso e fondale fangoso (questo è il limite al largo del quale il movimento delle onde non arriva al fondo); il limite superiore (verso terra), meno ben definito, è la linea oltre la quale cessa l'influenza delle acque del corpo idrico (ad esempio, il punto in cui le lagune non contengono acqua salata, ma acqua dolce).

## Geografia litorale

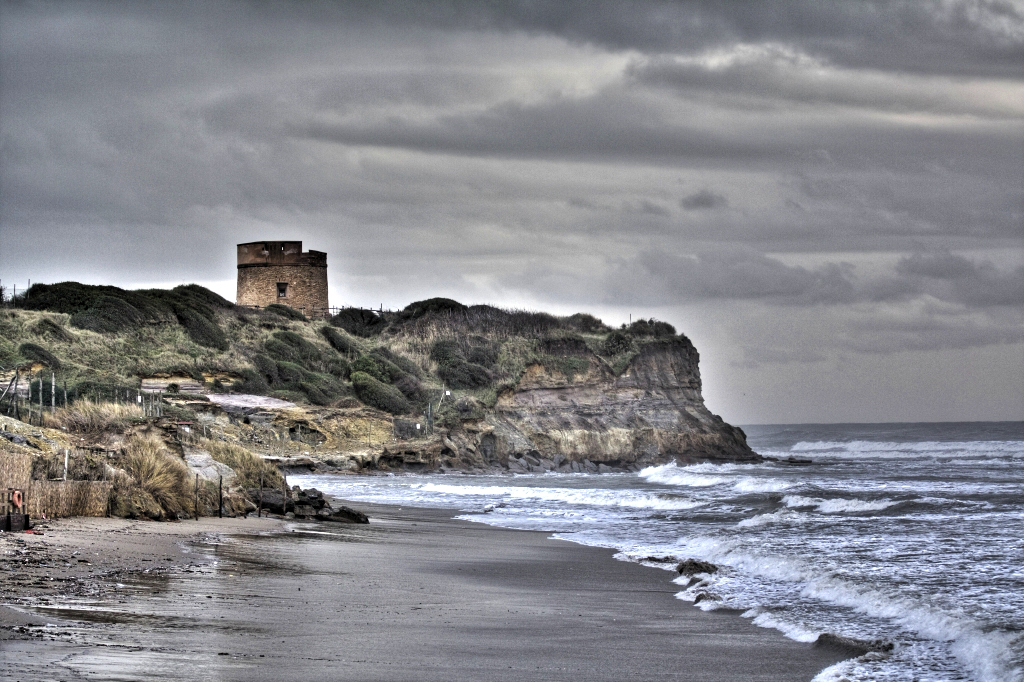
Tratto di costa a Lavinio Lido di Enea in provincia di Roma.

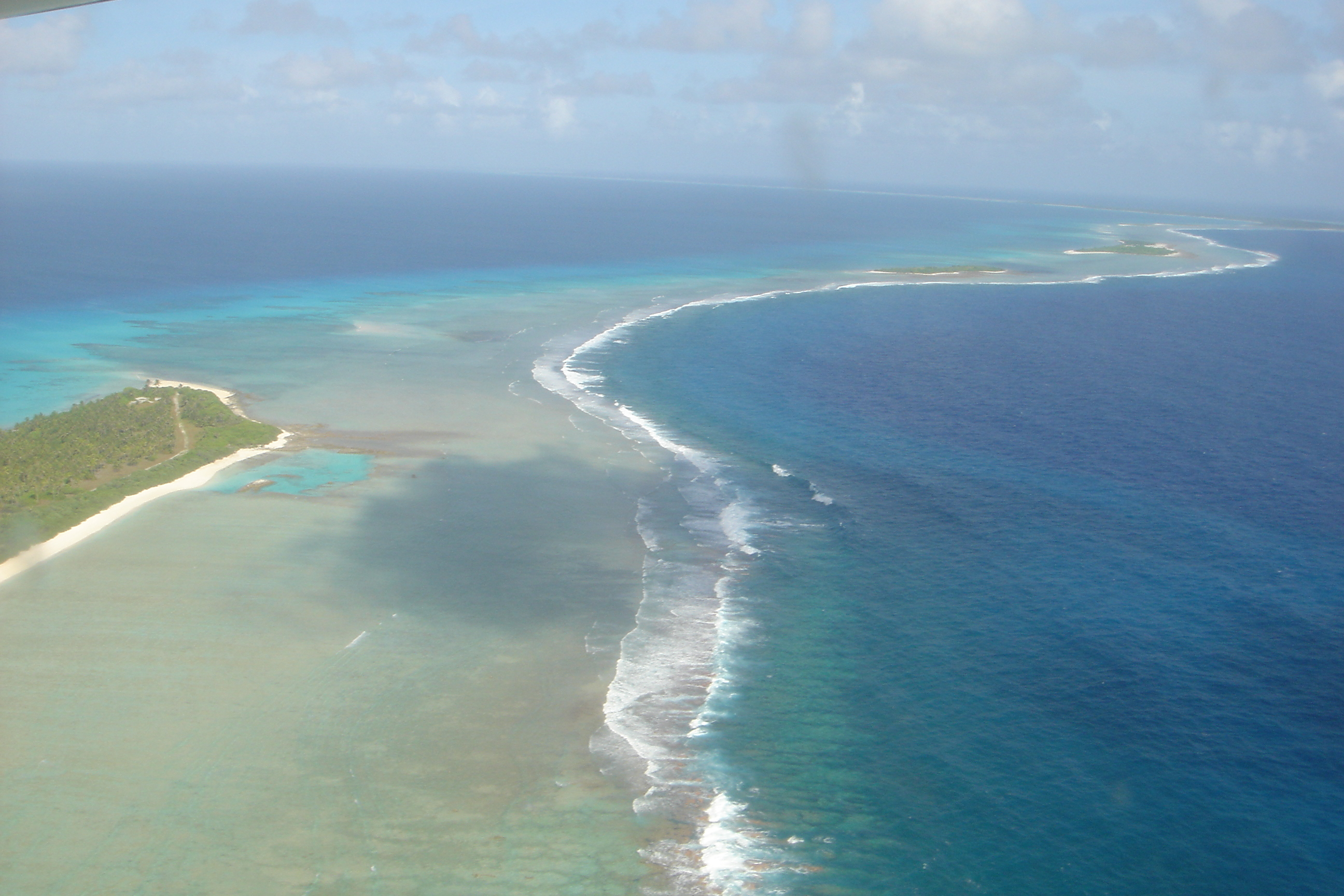
Costa dell'Atollo di Bikini

Il litorale si divide in 3 zone significative:

- Backshore o retrospiaggia è la zona che va dalla linea di riva fino a che non si verifica un cambio netto delle condizioni di flora o fisiologiche;
- Nearshore è la zona che va dalla linea di riva fino a dove iniziano a verificarsi i frangimenti. Si divide a sua volta in:
  -  Breaker zone dove iniziano a verificarsi i frangimenti
  -  Surf zone 
  -  Swash zone la zona più vicina a riva
- Offshore che va dalla fine della zona dei frangimenti fino al limite della piattaforma continentale.[Usare una terminologia italiana]

Rispetto al tipo di spiaggia che si va a creare si possono classificare in:
- Dissipative, cioè con debole pendenza ed un'ampia zona di frangimenti;
- Intermedie, con pendenze moderate;
- Riflettenti, con spiagge di ciottoli dove le onde si vanno a frangere vicino a riva.

La parte della costa più interessata dall'azione delle onde è la spiaggia: questa va dalla base della spiaggia (che è anche il limite inferiore della costa) al limite massimo raggiunto dalle onde delle tempeste più violente.
A seconda della conformazione della costa si può parlare anche di: penisola, istmo, capo golfo e laguna.
La struttura delle coste è molto varia e dipende dal terreno, dalle acque che su di essa scorrono e dalla sua esposizione ai vari agenti atmosferici.
L'equivalente di costa per i fiumi è la sponda.
Nella localizzazione urbanistica e geografica, gli edifici che sorgono in un raggio di trecento metri dal punto di divisione e d'incontro tra la terra e l'acqua, possono essere considerati come litorale

## Bilancio sedimentario

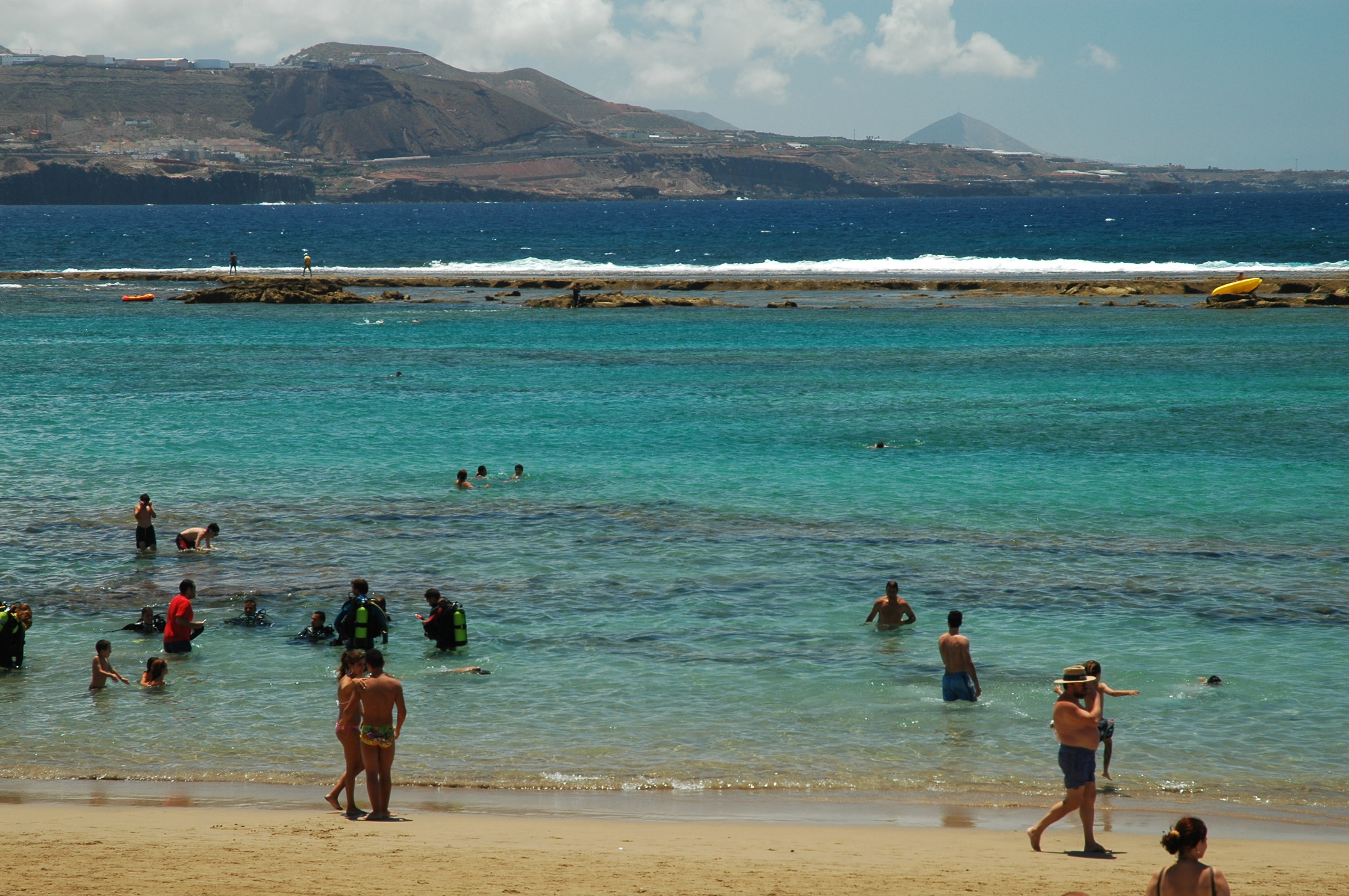
Esempio di scogliera

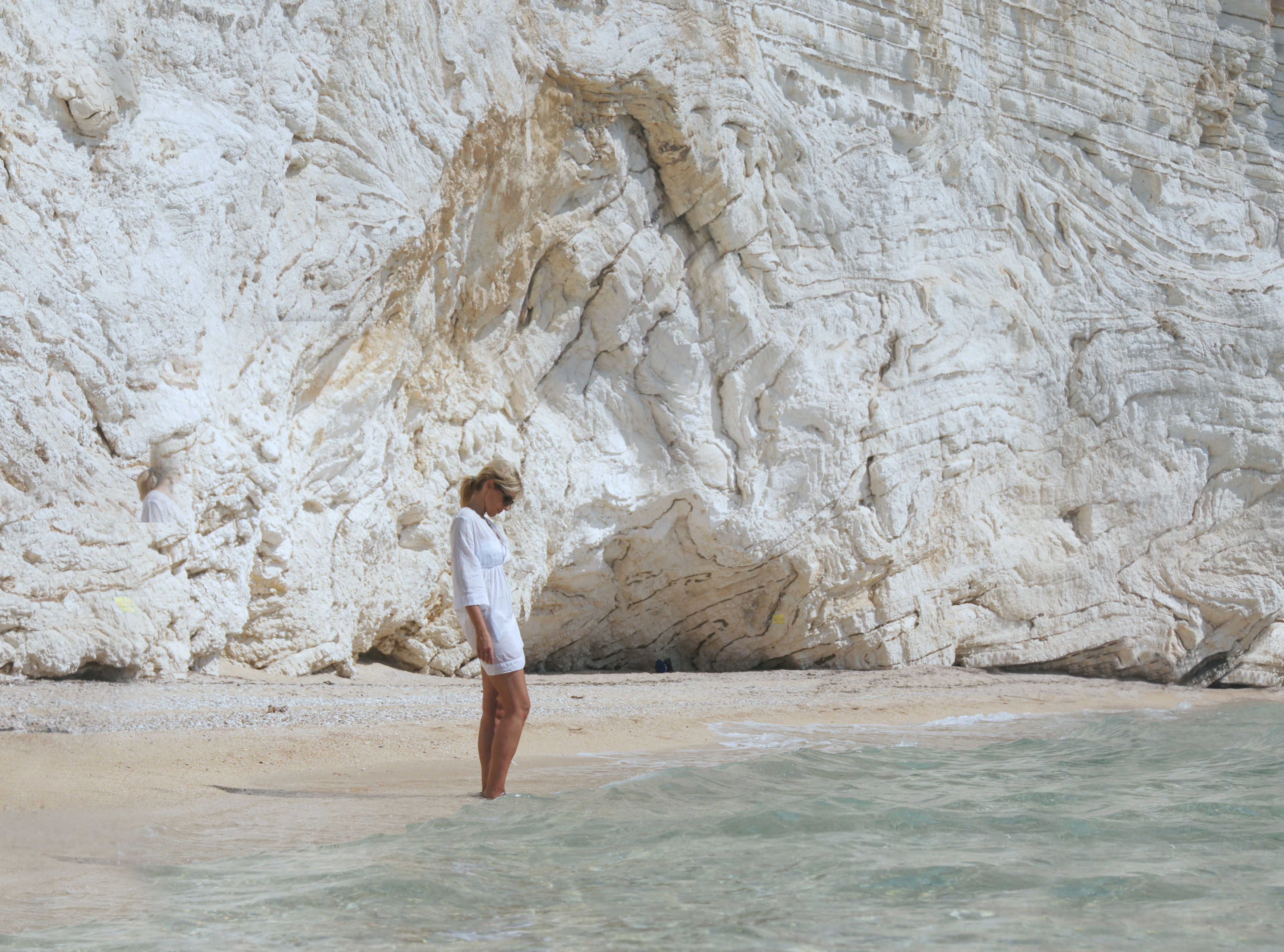
Esempio di falesia

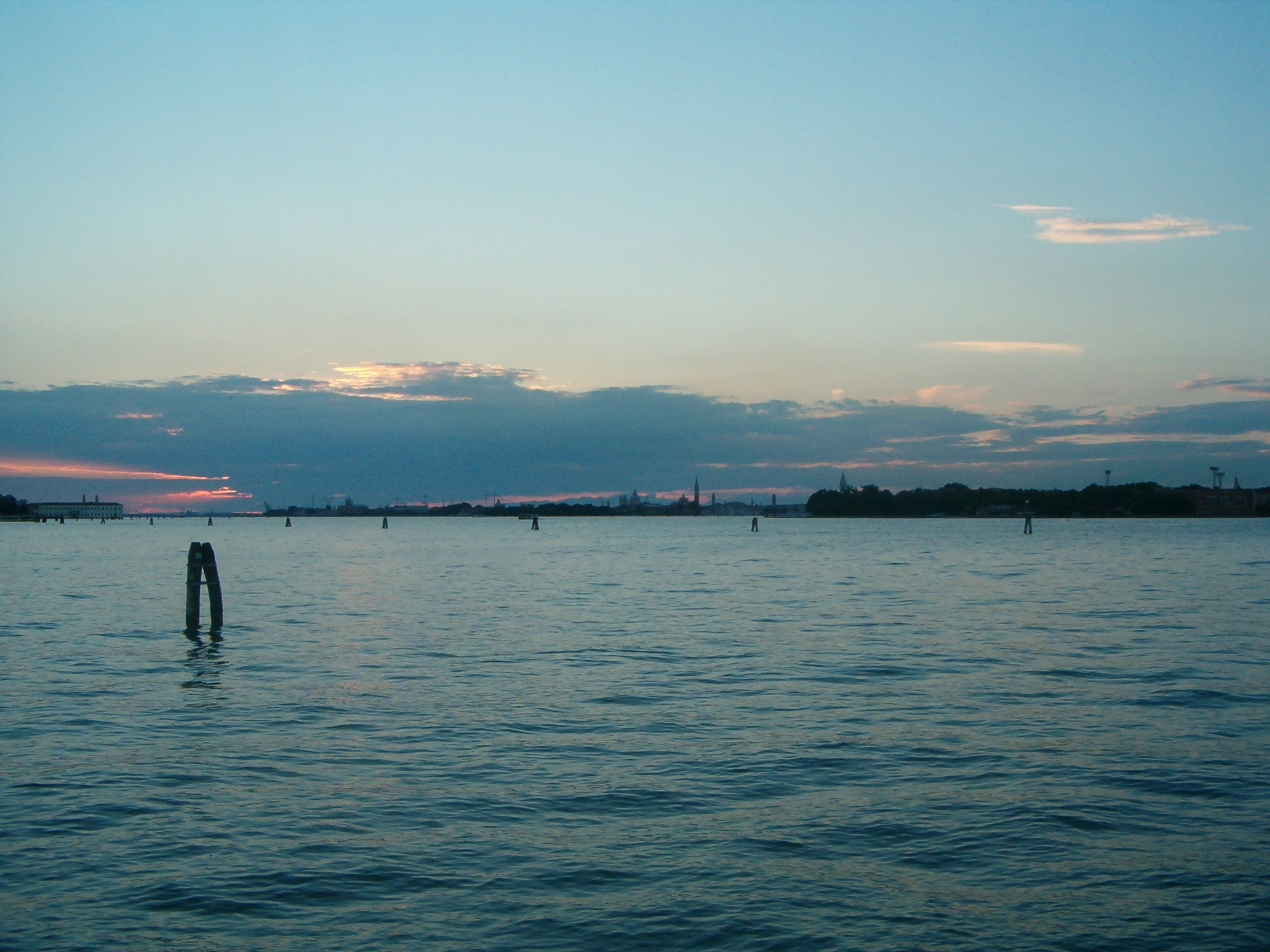
Esempio di laguna

Il litorale, essendo il punto d'incontro tra la terra e l'acqua, è un ambiente nel quale continuamente avvengono processi di erosione (allontanamento di materiale, dovuto alle onde e alle maree, alle correnti costiere e al vento) e sedimentazione (apporto di materiale da fiumi o da vicini tratti di litorale). La somma di questi processi è il bilancio sedimentario del litorale.
Il bilancio sedimentario influisce pesantemente sulla forma della costa:
- se il bilancio è negativo, cioè sono prevalenti i fenomeni di erosione, la costa sarà alta, caratterizzata da scogliere e falesie;
- se il bilancio è positivo, cioè sono prevalenti i fenomeni deposizionali, la costa sarà bassa; in questo caso possiamo distinguere anche diverse possibilità:
  - litorali aperti, quando c'è una separazione netta e lineare tra l'acqua e la terraferma;
  - litorali protetti quando dopo una prima linea di terra emersa si aprono altri specchi d'acqua più o meno connessi con il mare (è il caso delle lagune).

### Tipi di trasporto
Il trasporto dei sedimenti relativamente alla loro dimensione, e al fattore responsabile, possiamo avere due tipologie di trasporto:
- Longitudinale alla linea di riva per attacco non frontale;
- Trasversale alla linea di riva sia in caso di attacco frontale che non frontale;

#### Trasporto trasversale
Questo tipo di trasporto è relativo alle correnti che agiscono soprattutto in maniera perpendicolare alla riva o con angolazioni di attacco molto basse. Questo fenomeno sono molto legati alle mareggiate ed alle stagione, difatti nei periodi invernali si un'ampia asportazione del materiale con la conseguente erosione, con il deposito dei sedimenti più fini al largo e di quelli più grossi più vicini alla linea di riva. D'estate invece una parte del materiale depositato al largo, quello più fino può essere recuperato. Il trasporto del materiale va a creare delle berme o delle barre longitudinali.
Per valutare questo tipo di trasporto si fa riferimento all'analisi delle tensioni tangenziali al fondo, utilizzando formule mutuate dalle condizioni di moto permanente, o diversamente con formule globali basate sullo spostamento del profilo, considerando delle condizioni di equilibrio.

#### Trasporto longitudinale
È relativo al moto ondoso con un attacco obliquo rispetto all'ortogonale alle batimetriche; le onde arrivando verso riva si scompongono in correnti stazionarie parallele alla linea di riva, le longshore currents che trasportano il materiale, determinando il drift litoraneo. Attraverso modelli matematici si ottiene il trasporto potenziale su base annua.

## Profilo

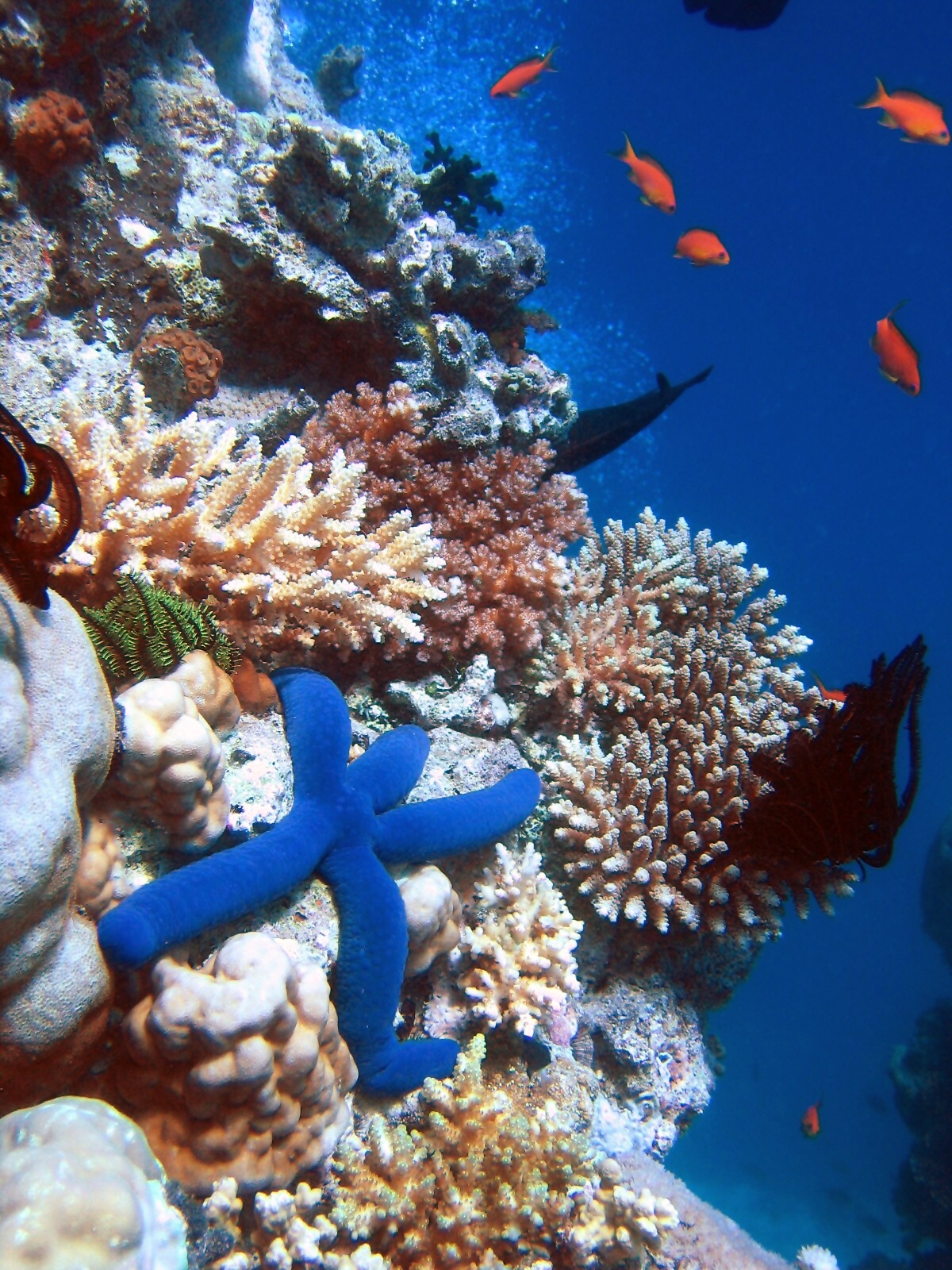
Barriera corallina

Il profilo del fondale è in generale considerato costante, con una pendenza di pochi punti percentuali, che solitamente si considera del 2%. Mentre ci avviciniamo alla linea di riva la pendenza del fondale cresce, con una concavità verso l'alto, non in maniera uniforme a causa della presenza localizzate di barre o berme. Il profilo che meglio descrive quello reale è quello alla Dean, che utilizza un parametro adimensionale A, solitamente per un diametro d50:
{\displaystyle h=\xi ^{({\frac {2}{3}})}\cdot A}
Dove:
- h = altezza d'onda
- ξ = parametro di Irribarren

Derivando h rispetto a ξ otteniamo la pendenza del fondo:
{\displaystyle {\frac {dh}{d\xi }}={\frac {2}{3}}A\cdot \xi ^{(-{\frac {1}{3}})}}
Questa formula è limitata dal fatto che se ξ tende a 0 abbiamo una tangente verticale, per cui si utilizza il profilo alla Dean o meno a seconda se è minore o maggiore.
Chiamiamo profondità di chiusura quel limiti dove le onde non riescono più a provocare variazioni di profondità rilevanti, anche se i sedimenti continuano a rimanere in movimento. La profondità è in relazione all'altezza d'onda, che più questa è elevata più influisce su maggiori profondità. Per poter sapere questa grandezza di utilizza la formula di Hallermaier:
{\displaystyle {\frac {h_{c}}{H_{m0}}}=2,28-68,5{\frac {H_{m0}}{g\cdot T_{p}^{2}}}}
Dove:
- Hm0 è l'onda spettrale che viene superata 12 ore l'anno
- Tp è il periodo di picco

## Difesa del litorale
Per arrestare o modificare l'erosione del litorale, sia la natura che l'uomo hanno inventato strutture di difesa degli arenili, soprattutto quando questi sono una risorsa o sono stati antropizzati dall'uomo. I tipi di strutture si differenziano principalmente in due categorie:
- Naturali: come spiagge o dune che difendono la costa, sono solitamente parallele alla linea di riva e la loro funzione principale è quella di dissipare parte dell'energia del moto ondoso provocando il frangimento dell'onda;
- Artificiali sono quelle realizzate direttamente dall'uomo si dividono in:
  - Soft: come le spiagge artificiali, sono molto ecosostenibili ma tuttavia si erodono troppo velocemente;
  - Hard: sono le vere e proprie strutture realizzate in mare o vicino alla costa. Tra le principali troviamo:
    - Strutture di difesa trasversale (pennelli): sono i più diffusi, sono un accumulo di massi disposti ortogonalmente alla linea di riva, distanziati tra loro di circa 2-3 volte la loro lunghezza;
    - Strutture longitudinali distanziate emergenti: sono massi naturali o artificiali disposti non parallelamente alla linea di riva. Il principale scopo è quello di dissipare l'energia dovuta agli attacchi frantali, tuttavia possono provocare l'accumulo di materiale dovuto alla creazione di correnti longitudinali;
    - Strutture longitudinali soffolte' come le dighe soffolte: lo scopo è ridurre il moto ondoso prima che arrivi a riva, tramite i frangimenti. Sono messe in profondità di alcuni metri, disposte parallelamente alla linea di riva. Devono essere segnalate perché possono creare rischi alle imbarcazioni.
    - Strutture aderenti:sono realizzate in prossimità della riva, con il compito di contenere i terreni e mantenere fissa e costante la linea di riva. Molto efficienti se l'attacco è frontale. Un esempio sono i Murazzi veneti;